# Soledua II
Soledua II is een bestuurslaag in het regentschap Nias Selatan van de provincie Noord-Sumatra, Indonesië. Soledua II telt 393 inwoners (volkstelling 2010).